# جامع يني والدة
جامع يني والدة (بالتركية: Yeni Valide Cami)‏ هو جامع يقع في أسكدار بإسطنبول.

## تاريخ الجامع
بدأ بناء جامع يني والدة عام 1708 واكتمل في 1710. وقد بني علي ذكرى السلطانة رابعة كلنوش سلطان.
ويتكون المجمع من مطعم الفقراء (تكية)، الحوانيت، مدارس أبتدائية، قبر السلطانة رابعة كلنوش سلطان. فناء به نافورة، برج الساعة والمكاتب.
هو مبنى نموذجي من الفترة العثمانية الكلاسيكية و«مدرسة سنان» للعمارة الدينية العثمانية. وهو تقع في حي أسكدار في إسطنبول.
الجزء الرئيسي للمبنى مربع الشكل ومغطاة بقبة رئيسية بالارض وأربع قباب نصف. وللمسجد مئذنتان مع اثنين من شرفات لكل منهما. الخط داخل المسجد هو عمل هزارفن محمد أفندي.
المسجد لديه قاعدة مثمنة بقبة مركزية. والاختلافات مثل القباب الزاوية تعطيه طابعا أكثر كلاسيكية من جامع رستم باشا. كما أنها واحدة من أقدم الأمثلة على هذا الاتجاه القرن ال18 نحو القباب التي كانت نسبيا أعلى وأضيق. والفتحة المتقاطعة المركوية تعد بدعة شوهدت للمرة الأولى في هذا المسجد. بدلا من القباب الخمس على رواق المدخل - نموذجي للمساجد العثمانية - يوظف المبني فتحة فوق وسط الوسط وفتحات علي الخليج والدير الجوانب. يتكون الديكور الداخلي من المنحوتات الحجرية بما في ذلك المقرنصات - المنحوتات الحجرية المعقدة بزخارف نباتية - والبلاط مع زخارف نباتية متكررة.
استفادت نوافذ المسجد من كلا العقود مدببة والمنحنية. التي تحت القباب مدببة، مما يخلق مؤثرات بصرية بأرتفاع القباب صعودا.
النوافذ في القباب لها أقواس دائرية، مما يخلق مؤثرات بصرية للقبة بضغطها إلى أسفل على هيكل المبني اسفلها.
استفاد كل من المدخل والنافورة المثمنة (شاذروان) في فناء من المنحوتات الحجرية المنمقة وقبر أمة الله يضم فتحة عليا وشبك معدني معقد. وتقع المدرسة الابتدائية فوق البوابة الشمالية لمجمع المسجد.